# سوبولو
سوبولو هومشروب  غاني ,يصنع من زهور نبات  الكركديه  . و السبولو يشار إليه أيضا بالبيساب.
كما أنه المشروب الوطني في غانا و الكثير من دول إفرقيا الغربية و حتي في السودان و مصر حيث يدعى بمشروب الكركديه.

## إعداد
يتم إعدادها باستخدام الماء ،زهور الكركديه المجففة والسكر والزنجبيل.
- تغسل الزهور بماء نظيفة و طاهرة.
- بعد ذلك توضع الزهور في الماء الساخن وتقلب
- يواصل التحريك حتى يصير أحمرا
- يشرع في تحليته بالسكر مثلا ثم يرفع من النار
- يصفى الشراب من الزهور
- يتم تقديمه شاخنا أم باردا